# Colegiul Național „Vasile Alecsandri” din Galați
Colegiul Național „Vasile Alecsandri” este o unitate de învățământ preuniversitar de nivel liceal din municipiul Galați. Acesta își desfășoară activitatea într-o clădire monument istoric, cod LMI GL-II-m-B-03002.

## Istoric

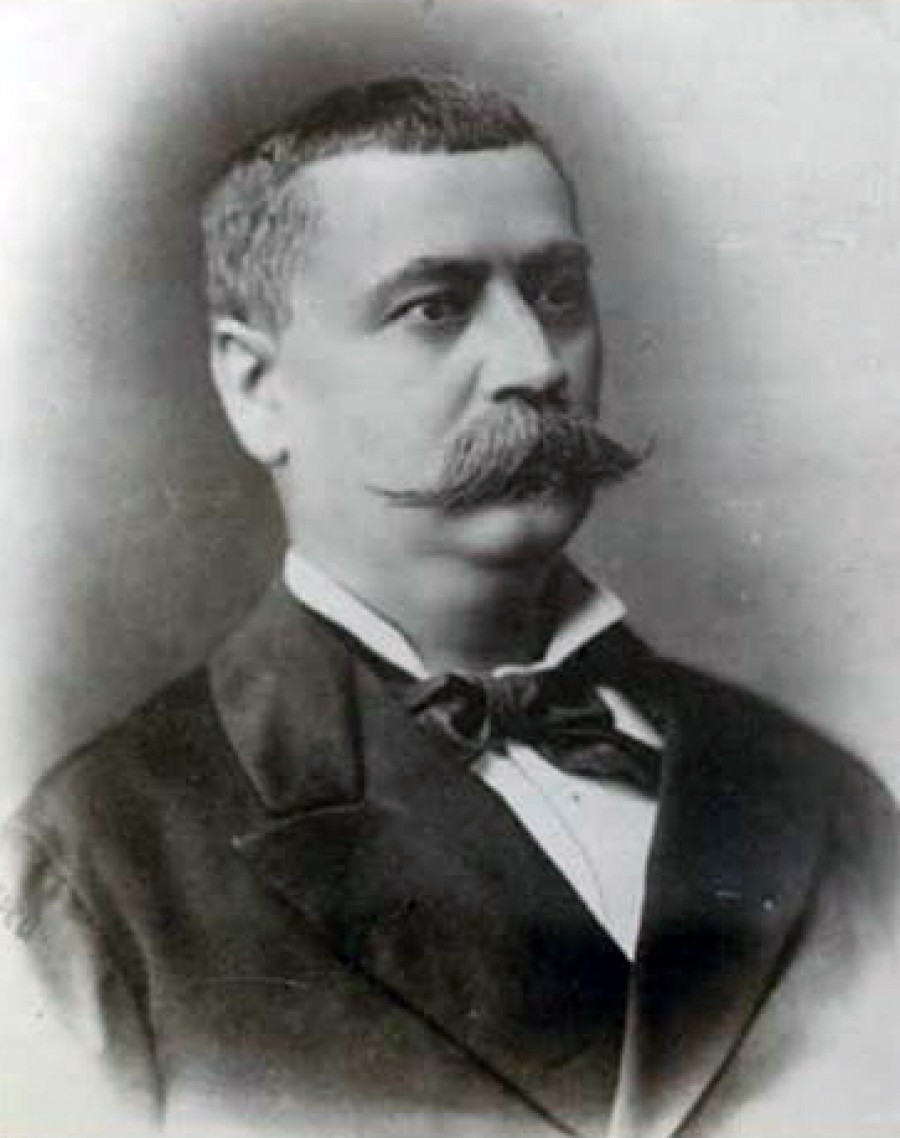
Profesorul Ioan Cetățianu,
primul director al Gimnaziului din Galați

Cel care a fost inițiatorul înființării la Galați a acestui locaș de învățământ a fost cărturarul V. A. Urechia, secretar general la Ministerul Cultelor și al Instrucției Publice la acea vreme (noiembrie 1867). Prin inspirația și la stăruințele acestuia, și pentru a se conforma dispozițiilor Legii învățământului din 1864, care prevedea înființarea măcar a unui gimnaziu în fiecare capitală de județ, Dimitrie Gusti - ministrul cultelor, a decis înființarea, pentru început, a unui gimnaziu cu patru clase. Prin adresa Oficiului administrativ nr. 8735, de la sfârșitul lunii august 1867, Ministerul Instrucțiunii Publice și Cultelor făcea cunoscut primarului orașului Galați că s-a prevăzut în buget înființarea unui gimnaziu, "cu o singură clasă deocamdată", rugându-l să ia "deîndată dispoziții pentru găsirea localului necesar în centrul urbei".
Primul director al liceului a fost Ioan Cetățianu, ardelean de origine, ceilalți profesori ai școlii fiind Gheorghe Ghimbășanu și Nicolae C. Sabin. Ordinele de numire au purtat numărul 12015 din 7 noiembrie 1867. Au mai trecut 3 săptămâni pînă să sosească la Galați profesorii numiți, până să se găsească un local și până să se adune mobilierul necesar.
Primul local a fost casa cu nr. 19 din str. Brăilei, proprietatea lui Vangheli Ioan, iar inaugurarea a avut loc în ziua de 26 noiembrie 1867 (duminică). Pentru început, gimnaziul a avut 6 elevi, conform registrelor gimnaziului din 1867-1868. Cursurile au început chiar de a doua zi, 27 noiembrie 1867. Dintre aceștia doar 3 au absolvit, în iunie 1871, cele 4 clase:
- Mihalache Rodocalat - doctor în științe politice și administrativ la Bruxelles, ulterior ziarist în Galați, șeful contabilității comunei și ajutor de primar ales de 3 ori (1891-1895);
- Anton Rodocalat - absolvent al Conservatorului de Muzică din Bruxelles, institutor suplinitor la școlile nr.4 și nr.6 din Galați și, ulterior, funcționar comunal.
- Teodor Rășcanu - inginer silvic.

Gimnaziul a fost mult timp slab finanțat, ceea ce a condus la o dotare redusă și un număr mic de elevi. Ulterior, au fost 17 generații de absolvenți de 4 clase și abia după 20 de ani (1 septembrie 1887) gimnaziul primește acceptul ministerului de a se extinde și cu celelalte 3 clase superioare. Începând cu acest an funcționează și clasa a cincea, iar în anii următori, clasele a VI-a și a VII-a, astfel că în iunie 1890 termină prima serie de absolvenți de 7 clase, iar în 1891/1892 instituția de învățământ intră în rândul liceelor din țară. Ultima serie de absolvenți de 7 clase a fost în iunie 1903, ulterior fiind absolvenții de 8 clase, prima serie fiind în iunie 1905.
Cursul superior al acestui liceu a funcționat, în perioada de început, cu două secții: reală și clasico-modernă.
Din cauza creșterii numărului elevilor doritori de a învăța, numărul claselor începe să fie dublat, la început cu sincope, dar, din 1912, în mod continuu pe o lungă perioadă de timp, după 1918 fiind înființate și clase extrabugetare.
Problema numelui instituției a fost pusă prima dată în discuție la Conferința profesorilor din 17 septembrie 1892, când se marcau solemn cei 25 de ani de la înființarea acesteia. În octombrie 1892 se aprobă, prin ordinul ministerului nr. 211 seria E din 16 octombrie 1892 publicat în Monitorul Oficial, ca liceul să poarte numele de Liceul „Vasile Alecsandri”.
De la întemeierea sa, gimnaziul/liceul, a fost nevoit să se mute de mai multe ori, în diverse case, proprietate personală. Au fost folosite circa 4 locuințe până ce, în martie 1890, liceul s-a mutat în localul de azi, situat în fosta stradă Berthelot (anterior Mavromol), la nr.73. Construcția a început în septembrie 1888, sub ministrul Titu Maiorescu, și s-a terminat în martie 1890. Inițial au existat 5 corpuri de clădire. Clădirea principală era de formă pătrată, construită în jurul unei curți de onoare.  Două săli din această clădire au adăpostit inițial Biblioteca V.A. Urechia. De asemenea, în afară de clase, mai exista în acest corp central, într-o prelungire spre apus, un amfiteatru și un laborator de chimie. Locuințele servitorilor erau într-o clădire situată la stradă, în partea de sud, iar locuința directorului era în partea de nord. În fundul curții era situată sala de sport.

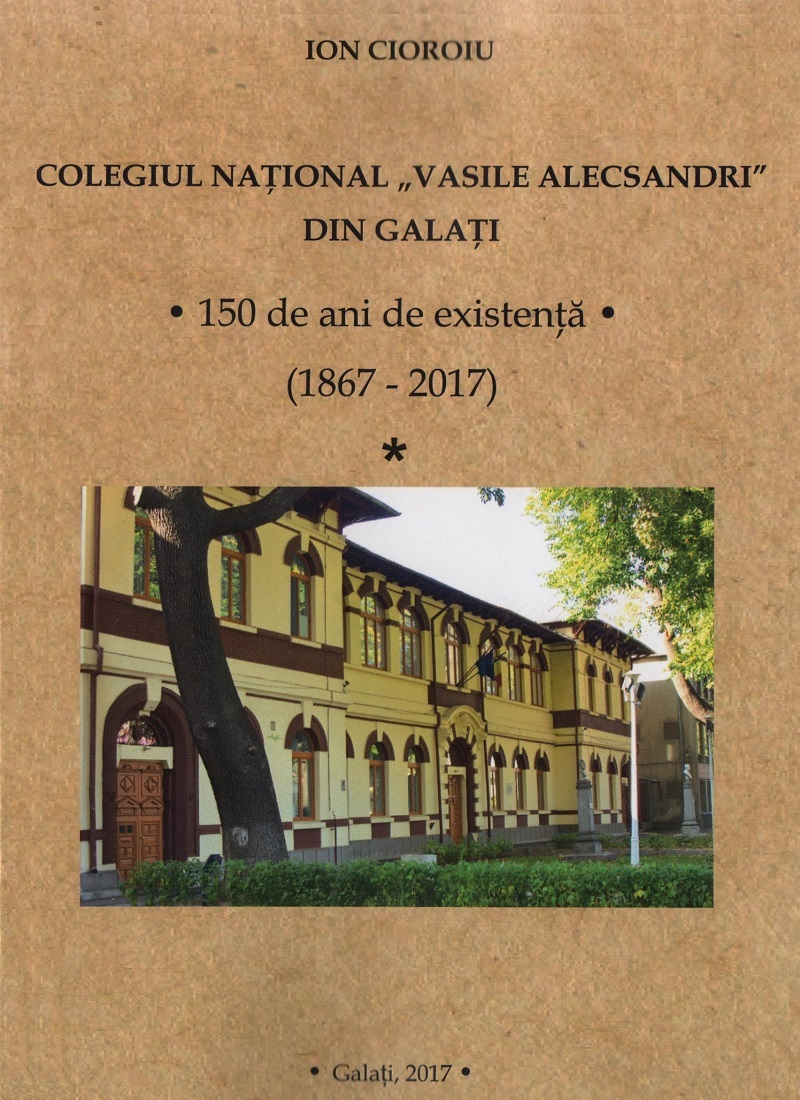
Monografie 150 de ani (2017)

Pe durata Primului Război Mondial, clădirea liceului a fost rechiziționată pentru spitalul militar nr.191, la dispoziția Crucii Roșii și a armatei (15 august 1916 - 16 mai 1918). Drept urmare, în 1918 liceul a rămas cu multe lipsuri după evacuarea spitalului militar. După acest moment începe proiectarea și construcția unor noi aripi necesare funcționării liceului, iar biblioteca V. A. Urechia este mutată într-un alt local.
În 1867, la începutul funcționării sale, gimnaziul a funcționat cu mobilier de împrumut, de la Școala primară nr. 1. Primul mobilier propriu a fost realizat de tâmplarul Zaharia Menagache, în mai 1868: bănci lungi pentru 5-6 elevi, table pe trepied, mese, scaune, o masă de cancelarie, o canapea pentru profesori, un dulap pentru arhivă și, câțiva ani mai târziu, niște catedre. La mutarea sa în noul local, în 1890, și mobilierul a fost înlocuit cu unul complet nou, conform cerințelor zilei: pupitre pentru câte doi elevi, table atârnate de pereți, catedre în fiecare din cele 8 săli de clasă, bănci în amfiteatru, dulapuri de arhivă, cuiere, etc.
Din punct de vedere al materialului didactic, dacă în primul an gimnaziul nu a avut nimic, la 1 octombrie 1868 Consiliul comunal a aprobat o sumă din care s-au luat un atlas de istorie naturală, o hartă a Imperiului Roman, patru hărți ale continentelor, 12 tablouri pentru desen, o altă hartă a lumii cu 20 de file și un glob terestru cu cadran solar. Abia în 1872 a început Ministerul să se preocupe de dotarea liceului pentru colecții de științele naturii și aparate pentru fizică, astfel că în 15 aprilie 1874 gimnaziul primește 1 tub barometric pentru experiența lui Torricelli, 1 tub Mariotte, 2 barometre și un manometru, iar februarie 1875 s-au mai primit echipamente pentru studiul fizicii, printre care: o mașină pneumatică, o mașină a lui Atwood, tubul lui Newton, planul înclinat al lui Galilei. În anii următori (1877-1878) gimnaziul își completează fondul de material didactic cu o colecție de roci și fosile, hărți geografice și istorice, o colecție de măsuri metrice și câteva instrumente pentru studiul matematicii. În perioada 1891-1893 s-a mai luat, de la casa Ducretet din Paris, aparate pentru studiul electricității și magnetismului, câteva aparate de chimie și niște aparate pentru astronomie, printre care și o lunetă astronomică. Pe măsură însă ce liceul se dezvolta, sălile destinate păstrării materialului didactic s-au redus numeric și nu a mai putut asigura o conservare adecvată.
Programele de studiu au suferit modificări permanente. Primele programe ale gimnaziului de 4 clase au fost impuse de Legea învățământului din 1864. Astfel, fiecare materie de curs avea câte 3 ore de curs pe săptămână, cu excepția latinei și limbii române, ce întruneau 6 ore. Istoria și geografia se făceau împreună iar greaca, numai în ultima clasă. Programa a fost modificată în 1874 sub ministeriatul lui Titu Maiorescu și apoi în 1876, sub G. Chițu. Ministrul V. A. Urechia a modificat programele de studiu în 1881, acestea cuprinzând: religia 2 ore în clasele I-II și o oră în clasele III-IV, româna câte 3-2 ore, latina câte 4-3 ore, istoria, geografia, matematica, științe fizico-naturale, muzica, gimnastica. La cursul superior se mai predau și germana, italiana, filozofia, dreptul și desenul. În septembrie 1899 - 1901 a început aplicarea noilor programe analitice elaborate pe baza legii elaborate sub ministrul Spiru C. Haret (1898). Începând cu primul an al războiului (1916), programa suferă modificări majore, reducându-se numărul de ore.
Începând cu anul 1913, liceul va găzdui „Universitatea Populară” a orașului Galați, instituție științifică, culturală și artistică creată în scopul popularizării. 
Primii profesori ai gimnaziului au fost: Ioan Cetățianu (primul director; istoria, geografia, latina, româna), Gheorghe Gimbășanu (religie, științe fizico-naturale), Nicolae C. Sabin (matematici, franceză, caligrafie). Din cauza salariilor mici, rotația profesorilor a fost destul de mare. Au mai predat, în primii ani: Dimitrie V. Cerchez, absolvent al seminarului de la Socola; Gheorghe Petroniu, absolvent al liceului din Bârlad; Ștefan P. Burghelea; arhimandritul Beniamin Archipescu; Dimitrie Pastia; Constantin Cuclin, absolvent al Conservatorului de la Iași, ș.a. Începând cu 1882, cu influența lui G. Mihăilescu, ajuns secretar general la Ministerul Instrucției Publice, salariile profesorilor sunt mărite, astfel că posturile la catedră devin mai interesante. Alexandru Nicolescu, licențiat în litere și filozofie, a fost primul profesor cu titlu academic în istoria liceului „Vasile Alecsandri” din Galați. Constantin Cuclin, tatăl viitorului compozitor și muzicolog Dimitrie Cuclin, devine la 1883 titularul catedrei de muzică. 
Începând cu anul 1887-1888, la stăruințele lui V. A. Urechia, gimnaziul devine liceu cu 7 clase, astfel că pentru nou înființata clasă a V-a sunt angajați, pentru început, noi suplinitori. Ulterior, trec pe aici numeroși profesori, absolvenți la Leipzig, Graz, București sau Iași. Printre profesorii renumiți, un loc aparte îl ocupă Gheorghe Țițeica, care a câștigat concursul pentru ocuparea postului de titular de matematici superioare în cursul superior al liceului, în anul 1896-1897. A fost numit la 1 septembrie 1896, dar practic imediat a plecat la Paris pentru a-și desăvârși studiile, fiind suplinit aici de Alexandru Manicatide. Întors de la Paris la 1 septembrie 1900, cu titlul de doctor în matematici, demisionează, titular fiind numit Manicatide. De asemenea, Gheorghe Bogdan-Duică este numit suplinitor de latină pe 21 aprilie 1897. Alexandru Myller predă și el matematica la acest liceu, mai întâi suplinitor (până la 30 iunie 1901), apoi titular de la 1 septembrie 1902. Ca și Țițeica, și el va obține un concediu de studii în străinătate, la Göttingen. Apare în evidențele liceului până la 1 septembrie 1907, când este transferat la seminarul central din București. Negoiță Dănăilă este numit, pe 1 septembrie 1904, titular de fizico-chimice, dar pleacă după două luni la Charlottenburg. H. Sanielevici, de la gimnaziul din Târgoviște, este permutat titular de franceză la Galați (1 septembrie 1905). Grigore Trancu-Iași obține ore în completare la clasele din seria b (noiembrie 1905). Pe 15 septembrie 1906 Florian Ștefănescu-Goangă este transferat de la școala normală din Craiova, pe post de titular la catedra de română și latină a liceului gălățean, iar la 1 septembrie 1908 preia orele de filozofie. Două luni mai târziu obține un concediu de studii la Leipzig. Constantin C. Popovici este și el numit profesor de matematică la acestui liceu în anul școlar 1904-1905, dar pleacă imediat la studii la Paris (1 noiembrie 1904) și, după ce revine, demisionează de la liceu și este numit profesor la Universitatea din Iași (1 martie 1915). Au mai trecut pe aici profesori precum: Iorgu Iordan, Nicolae Abramescu și alții. Din păcate, o mare parte dintre acești titulari au ocupat doar postul, fiind supliniți de alte cadre didactice, astfel încât interesele personale au primat față de interesul mai general al învățământului.
Cel de-al II-lea Război Mondial (1941-1944) și-a pus puternic amprenta pe liceul „Vasile Alecsandri”. Localul a fost transformat în spital militar, profesorii au fost mobilizați pe front, iar numărul cursanților s-a redus. După terminarea războiului liceului i se retrage titulatura și este transformat în liceu teoretic de 11 clase, pentru ca în perioada 1948–1961 să devină „Școala medie teoretică mixtă” de 10 și 11 clase. Abia în 1965 instituția își recapătă denumirea - Liceul teoretic „Vasile Alecsandri”.
Ori de câte ori a avut ocazia, liceul și-a serbat ziua. 

## Directorii liceului
- Ioan Cetățianu (26.11.1867 - 15.03.1890) - profesor de latină și română;
- Pantelimon D. Petrovici (15.03.1890 - 1.01.1891) - profesor de istorie;
- Alexandru Nicolescu (1.01.1891 - 1.09.1894) - profesor de latină;
- Pantelimon D. Petrovici (1.09.1894 - 7.05.1897);
- August Frățilă (7.05.1897 - 1.09.1899) - profesor de română;
- Grigore Guțu (1.09.1899 - 25.01.1905) - profesor de științe fizico-chimice;
- Nicolae Pivniceru (25.01.1905 - 22.03.1907) - profesor de matematici;
- Grigore Guțu (22.03.1907 - 1.09.1911);
- Nicolae Pivniceru (1.09.1911 - 1.02.1914);
- Gheorghe Arămescu (1.02.1914 - 1.07.1918) - profesor de geografie și drept;
- Eftimie Metaxa (1.07.1918 - 1.02.1919) - profesor de științe naturale;
- Gheorghe Arămescu (1.02.1919 - 1.12.1919);
- Ion Tohăneanu (1.12.1919 - 6.02.1927) - profesor de latină și germană;
- Ioan A. Velichi (6.02.1927 - 15.06.1927) - profesor de științele naturale și drept;
- Ion Tohăneanu (15.06.1927 - 15.10.1927);
- Ștefan Arșic, părinte econom stavrofor, (15.10.1927 - 25.08.1928) - profesor de religie;
- Ion Tohăneanu (25.08.1928 - 8.12.1928);
- Gheorghe Petrovici (8.12.1928 - 1.08.1930) - profesor de latină;
- Anton V. Andreiu (1.08.1930 - 11.06.1931) - profesor de chimie;
- Ion Tohăneanu (11.06.1931 - 25.11.1940);
- Stan Șerban (25.11.1940 - 5.02.1941) - profesor de italiană;
- Constantin Nazarie (6.02.1941 - 1.09.1941) - profesor de matematici;
- Ermil Caraman (1.09.1941 - 1.10.1947) - profesor de matematici;
- Neculai Conț (1.10.1947 - 1.06.1950) - profesor de geografie;
- Betzalel Schaffer (1.06.1950 - 1.02.1952) - profesor de franceză;
- Teodor Gâdei (1.12.1952 - 15.08.1954) - profesor de științe fizico-chimice;
- Aristide Vrabie (15.08.1954 - 15.08.1955) - profesor de matematici;

- Eugen Munteanu (15.08.1955 - 15.02.1958) - profesor de română;
- Enache Grigoraș (15.02.1958 - 15.10.1959) - profesor de franceză;
- Herman Finchelștein (15.09.1959 - 15.09.1960) - profesor de matematici;
- David Bujoreanu (15.09.1960 - 15.09.1961) - profesor de română;
- Gheorghe Enăchescu (15.09.1961 - 1.09.1962) - profesor de științe sociale;
- Gheorghe Goglea (1.09.1962 - 30.05.1964) - profesor de geografie;
- Mihail Costache (1.09.1964 - 1968) - profesor de științe sociale;
- Tănase Nejneru (1968 - 1974) - profesor de limba latină;
- Constantin Stoica (1974 - 1975) - profesor de fizică;
- Gheorghe Spiridonescu (1975 - 1987) - profesor de fizică;
- Emil Dumitrescu (1987 - 1990) - profesor de matematică;[6]
- Mircea Amarine (1990 - 1993) - profesor de fizică;
- Cezar Gaiu (1993-2009) - profesor de limba engleză;
- Vasile Ciuchină (2009 - 2017) - profesor de fizică;[7]
- Romeo Zamfir (2017-prezent) - profesor de matematică.

## Personalități din istoria liceului
Nu mai puțin de 20 de membri ai Academiei Române provin din rândul foștilor elevi sau profesori ai Colegiului:

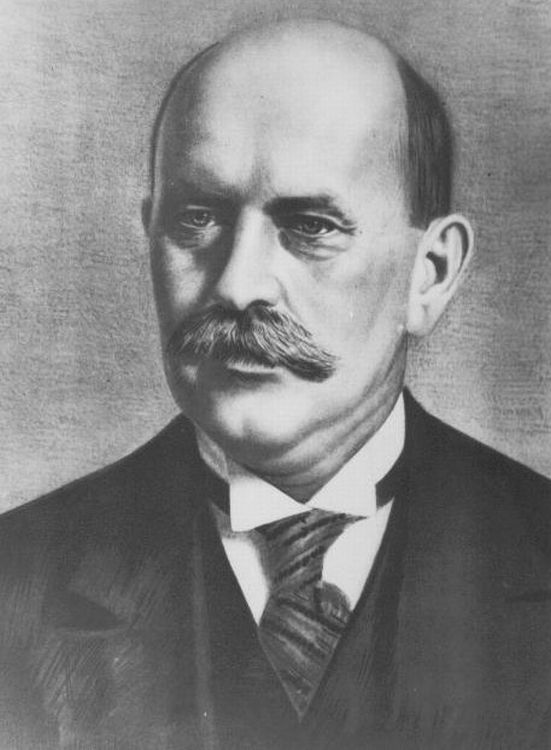
Gheorghe Țițeica
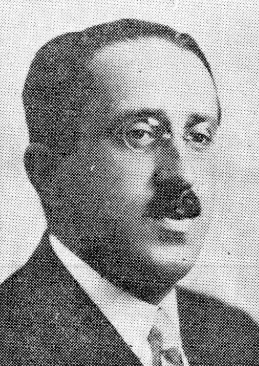
Virgil Madgearu<!--
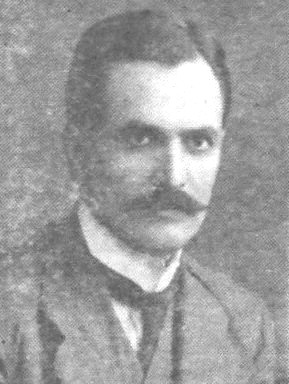
Alexandru Myller
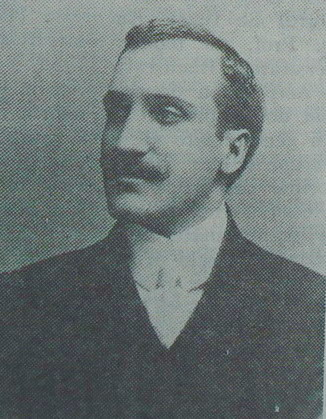
Constantin Popovici
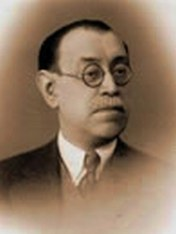
Gheorghe Adamescu
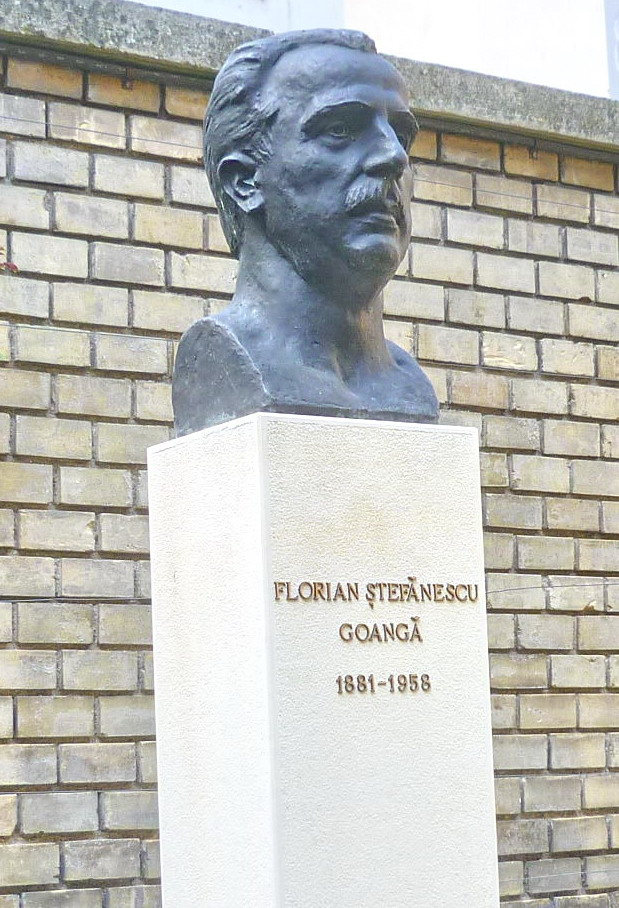
Florian Ștefănescu-Goangă
Eugen Aburel
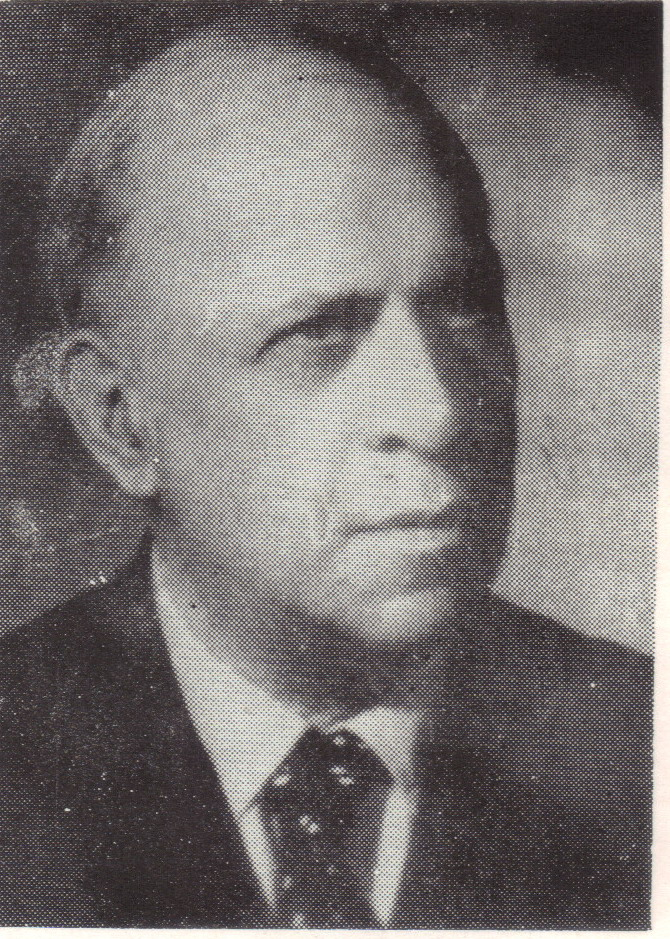
Gheorghe Zane
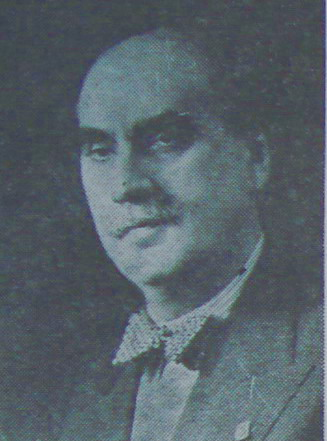
Constantin Budeanu
Constantin Drâmbă

- Adrian Bejan
- Gheorghe Bogdan-Duică
- Iorgu Iordan
- Dumitru A. Isăcescu
- Ioan S. Nenițescu
- Mircea Petrescu-Dâmbovița
- Călin Popovici
- Camil Ressu
- Gheorghe Ștefan

Alți absolvenți ai școlii, de mare renume, sunt:

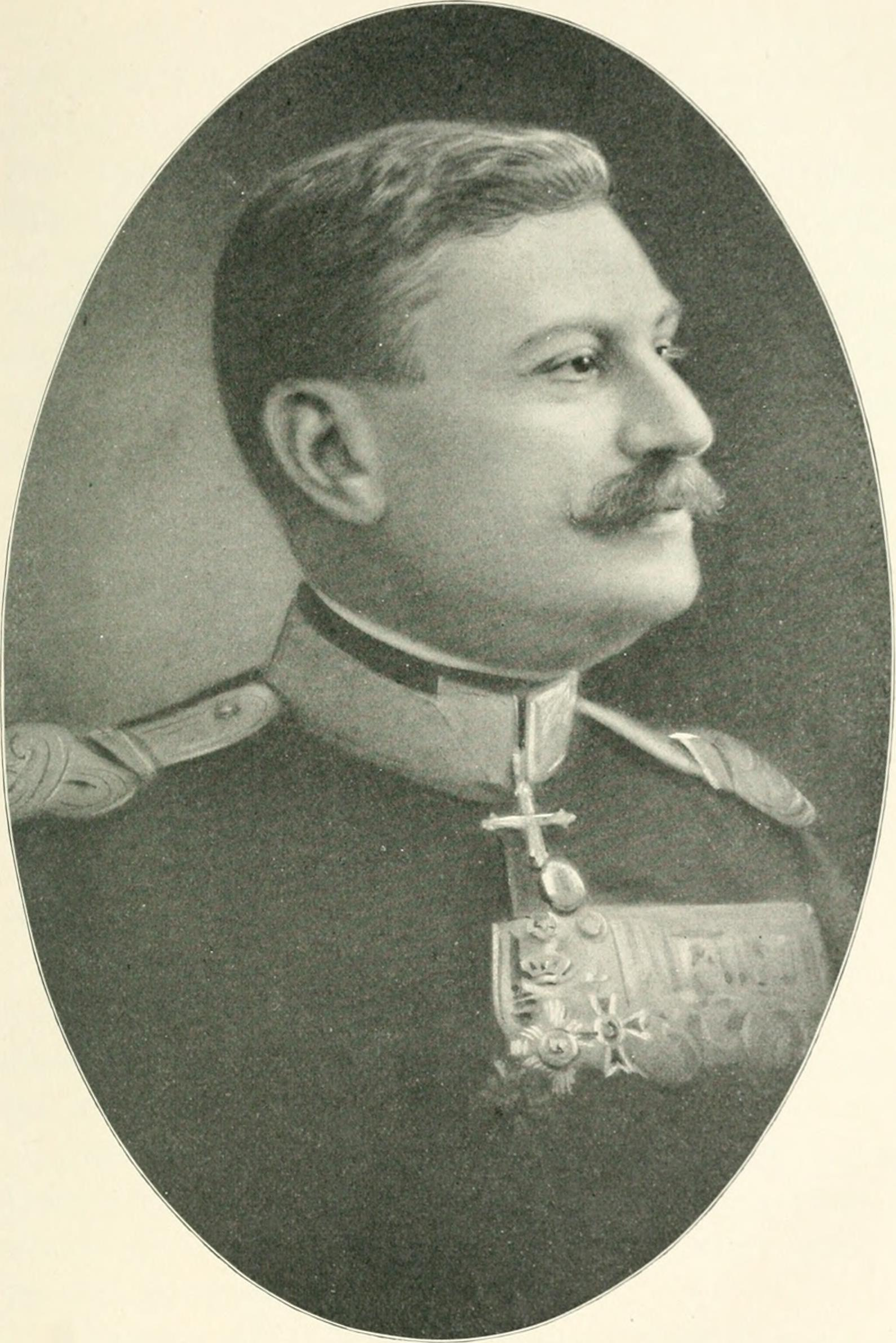
Eremia Grigorescu
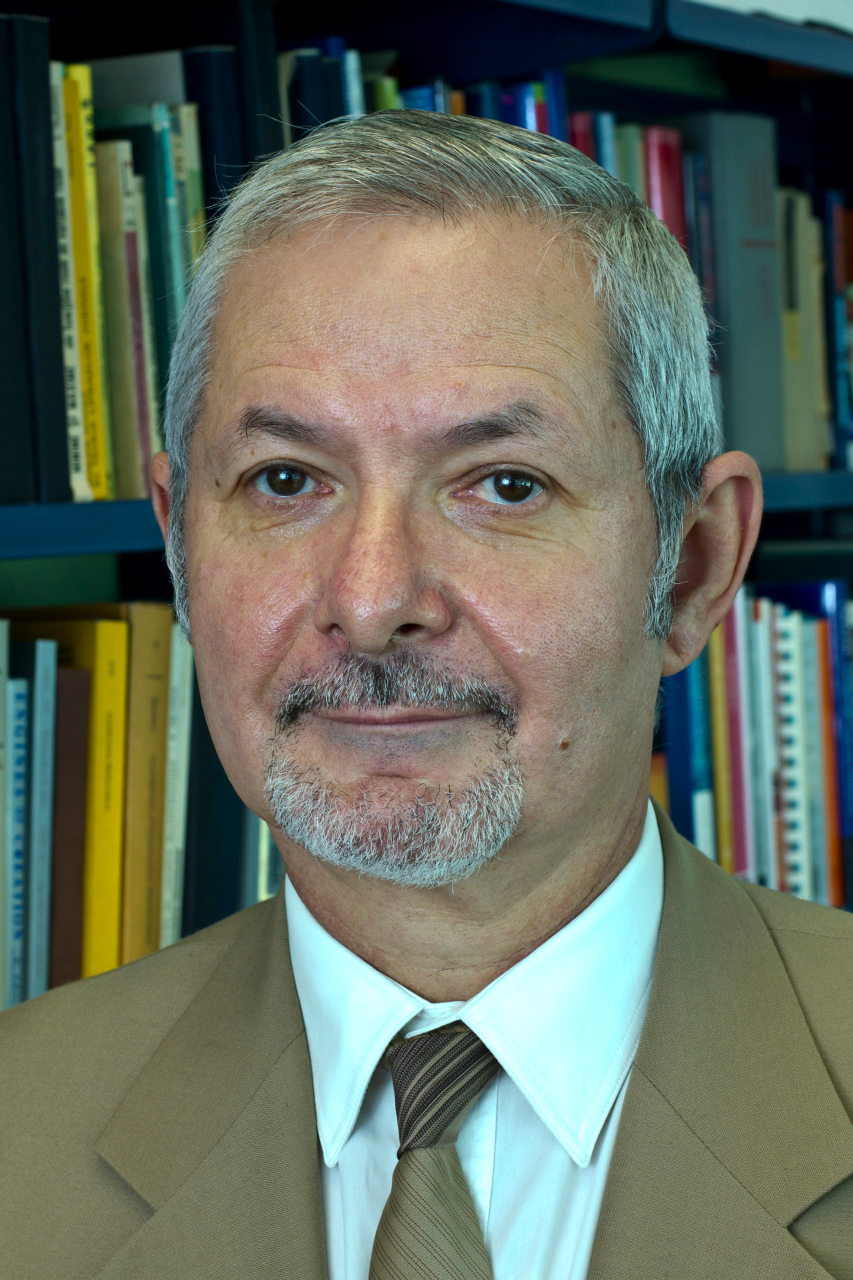
Cristian S. Calude
Dumitru Dediu
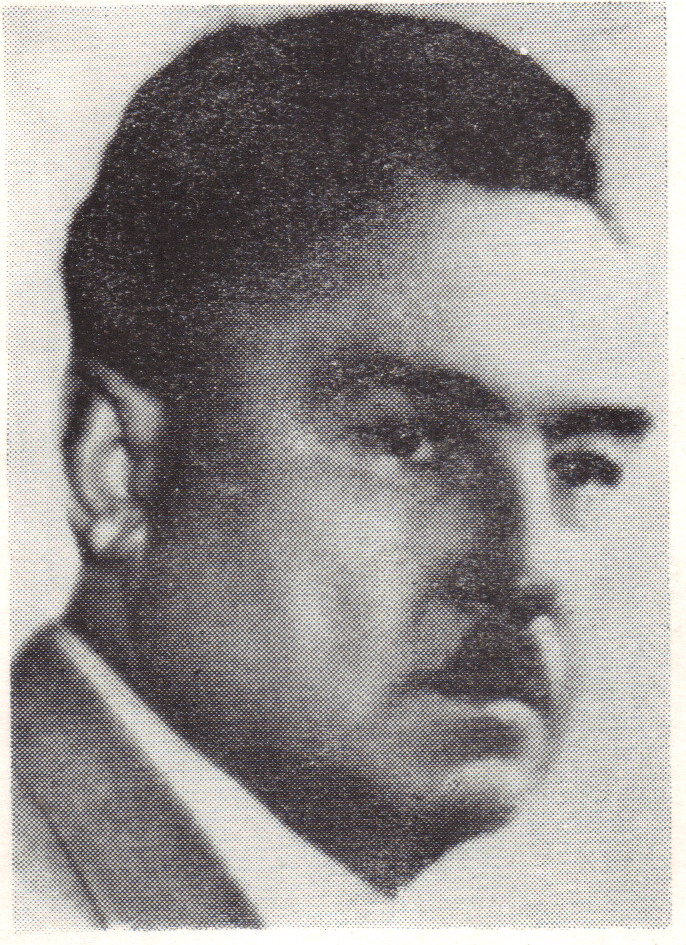
Agricola Cardaș
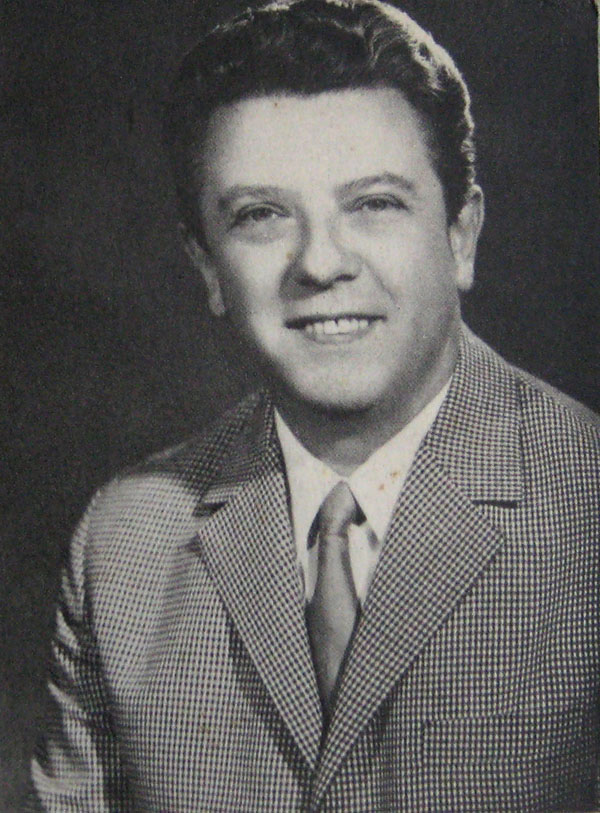
Temistocle Popa
Ionel Fernic

- Tancred Constantinescu
- Dimitrie Cuclin
- Nicolae Docan
- Nicolae Volenti
- Dimitrie Negru
- Emil Panaitescu
- August Scriban
- Nicolae N. Gane
- Max Auschnitt
- Grigore Sălceanu
- Nicolae Caranfil
- George Ștefan Andonie
- Nicolae Argintescu-Amza
- Ovid S. Crohmălniceanu (Moise Cohn)
- Grid Modorcea
- Paul Păltănea
- Vlad-Vladimir Galin-Corini
- Aurel Manolache
- Gheorghe Ursu
- Anton Holban
- Costel Gheorghiu
- Radu Boruzescu
- Virgil Tănase
- Liviu Turcu
- Mihail Petrini-Galatz [8]
- Valeriu V. Jinescu [9]

## Recunoaștere
- Prof. Constantin Ursu - matematică. Teacher of the Year - Universitatea Yale, 2009[10]
- Prof. Constantin Ursu - matematică. Diploma de excelență pentru întreaga activitate desfășurată în cadrul Societății de Științe Matematice din România, 2009 [11] [12]
- Prof. Constantin Ursu - matematică. Locul 2 în Liga profesorilor excepționali organizată de Fundația Dan Voiculescu, Ed.1, 2014[13]

## 1918 - Marea Unire

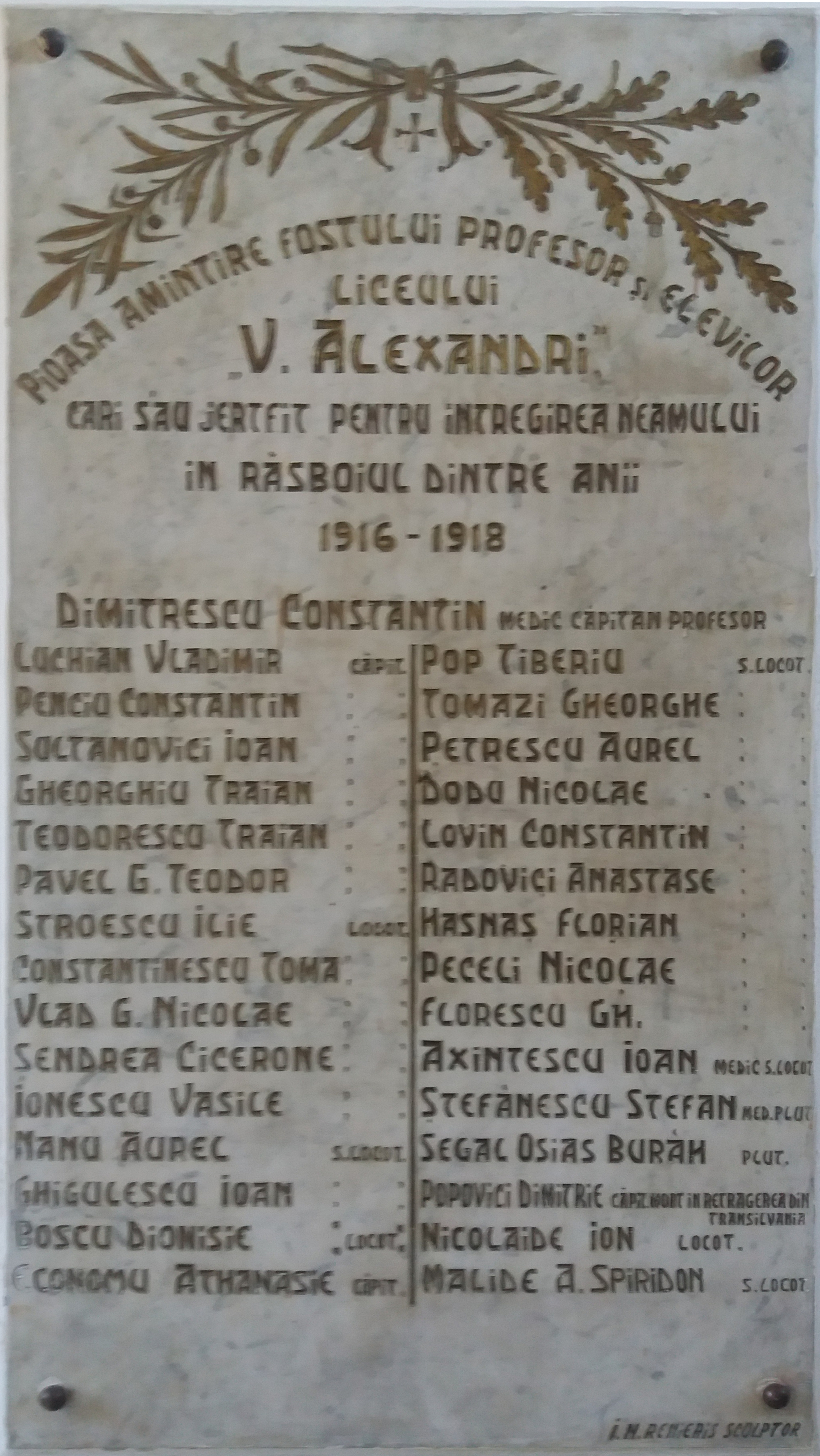
Eroi în Primul Război Mondial

Primele generații de elevi și profesori ai liceului au contribuit la realizarea Marii Uniri. În 1918, ministrul de război al României era generalul-erou Eremia Grigorescu, elev al Liceului „Vasile Alecsandri” timp de 8 ani și absolvent al Facultății de matematică Paris-Sorbonne. Sute de elevi și profesori ai liceului au luptat pe front. Alături de profesorul de științe naturale doctor cpt. Constantin A. Dimitrescu, mort la Vaslui în 1918 îngrijind bolnavii, au mai murit următorii elevi și absolvenți:
- Cpt. Luchian Vladimir
- Cpt. Penciu Constantin
- Cpt. Sultanovici Ioan
- Cpt. Gheorghiu M. Traian
- Cpt. Teodorescu Traian
- Cpt. Pavel G. Teodor
- Cpt.  Economu Atanasie
- Cpt. Popovici Dimitrie
- Lt. Stroescu Ilie
- Lt. Constantinescu Toma
- Lt. Vlad G. Nicolae
- Lt. Șendrea Cicerone
- Lt. Ionescu Vasile
- Lt. Nicolaide Ioan
- Slt. Nanu Aurel
- Slt. Ghiculescu Ioan
- Slt. Boscu Dionisie
- Slt. Popa Tiberiu
- Slt. Tomazi Gheorghe
- Slt. Petrescu Aurel
- Slt. Dodu Nicolae
- Slt. Lovin Constantin
- Slt. Radovici Anastase
- Slt. Hasnaș Florian
- Slt. Pecelli Nicolae
- Slt. Florescu Gheorghe
- Slt. Malide A. Spiridon
- medic Slt. Axintescu Ioan
- medic Plt. Ștefănescu Ștefan
- Plt. Segal Osias Burăh

## Bază materială
- 37 de săli de clasă
- Laboratoare și cabinete specializate
  - 2 fizică
  - 1 biologie
  - 1 chimie
  - 4 informatică: 79 de calculatoare (49 IBM și 50 Compaq), din care 24 cu acces la laboratorul virtual AEL și la Internet
  - 1 cabinet geografie
  - 1 cabinet de limbi străine
  - 1 sală multimedia
  - 1 sală UNESCO
- 1 seră
- 1 sală fitness
- 1 sală sport
- 2 terenuri de sport în aer liber
- Bibliotecă cu 28655 volume
- Cabinet medical
- Amfiteatru cu capacitate de aproximativ 200 de persoane

## Internatul
Problema înființării unui internat s-a pus în Comitetul școlar, începând din februarie 1923. Inițial s-a estimat că ar putea fi realizat un internat de 80 de locuri, dar inițiativa nu a dat roade din cauza unei baze materiale nesigure. Subiectul a fost reluat în vara anului 1925, pentru a acoperi cerințele la nivelul întregului oraș. La propunerea președintelui Ștefan H. Ștefan, din 6 iunie 1925, a fost alocată inițial suma de 1.400.000 lei și a fost elaborat planul de către arh. M. Popescu. Clădirea urma să fie ridicată în Piața cerealelor, la intersecția str. Dr. Carnabel cu str. Zimbrului. După ce au fost alocate sume suplimentare până la un total de 3.140.000 lei, la 6 decembrie 1925 căminul a fost inaugurat oficial. Darea în folosință a fost însă ceva mai târziu (1 martie 1926), deoarece la inaugurare nu era terminate toate lucrările în spațiile interioare. Căminul a primit numele Dr. C. Angelescu, ministrul liberal ce participase la inaugurare. Acolo au fost cazați cu predilecție elevi proveniți de la sate, lipsiți de mijloace materiale, în special de la Liceul "Vasile Alecsandri", Liceul comercial și Gimnaziul "C. A. Rosetti". 

## Colonia de la Cheia
În 1921 directorul Ion Tohăneanu a ales localitatea Cheia din județul Prahova, unde conducea personal și instala la mânăstire o colonie, variind între 35 - 60 elevi din toate clasele și dintre cei mai nevoiași. Colonia era populată în perioada de vară, cheltuielile fiind suportate în cea mai mare parte de comitetul școlar. Mai mult chiar, prin stăruințele directorului s-a obținut de la Ministerul domeniilor o suprafață de 1000 m.p. pentru a realiza, cu sprijinul primăriei orașului, o casă suplimentară, pentru colonia elevilor liceului din Galați.

## Biblioteca V. A. Urechia
Vasile Alexandrescu Urechia s-a născut la 15 februarie 1834 la Piatra Neamț. Personalitate cu o cultură deosebită, obținută atât în familie, cât și la școli precum: Școala preparandală de la Trei Ierarhi, Academia Mihăileană sau Universitatea Sorbona, a fost (1866) membru fondator al Academiei Române.
Înființarea colegiului cu patru clase din Galați, în 26 noiembrie 1867, actualul Colegiu Național „Vasile Alecsandri”, în timpul ministeriatului lui Dimitrie Gusti, se datorează în mare parte lui V. A. Urechia, atunci secretarul său general și senator de Galați. Odată cu construirea actualei clădiri a liceului, V. A. Urechia a decis să se despartă de biblioteca sa proprie, dăruind-o Ministerului instrucției publice și orașului Galați. Ea a fost adăpostită inițial de una dintre sălile liceului, actuala Cancelarie, situată la primul etaj, fiind inaugurată la 11 noiembrie 1890. La inaugurare a asistat Dimitrie Aug. Laurian, delegat al ministerului, Cons. Ressu, primarul orașului, Pant. D. Petrovici, directorul liceului, precum și numeroși cetățeni ai Galațiului.
Primul director al bibliotecii a fost Valeriu Surdu. Ardelean de origine, acesta s-a născut în 1863 în satul Tătârlău de lângă Mediaș. A făcut liceul la Sași și a venit la București pentru a urma școala de medicină veterinară. Din lipsă de bani a întrerupt studiile și a devenit secretarul lui V. A. Urechia. A rămas directorul bibliotecii până ce a decedat, la 22 septembrie 1919. Ulterior a fost numit director Const. Calmuschi. Custodele bibliotecii, numit la 1 martie 1900, a fost Gh. Panaitiu.
Inițial, biblioteca a avut 5122 volume și broșuri, la care s-au adăugat și cele circa 125 volume și broșuri pe care le avea liceul până la acea dată. Treptat, biblioteca s-a dezvoltat, ajungând la circa 36.800 volume în 1906 și peste 43.000 de volume în 1928. Acest tezaur a fost obținut urmare unor numeroase donații făcute de: Regele Carol I (52 volume în 1894), Teofil Rizu, I. V. Socec, Nicolae Vicol, M. Drăghicescu, Radu Novian, Em. Karacaș, Moise Pacu, D.C.W. Hegel, Vasile Cogălniceanu, P. Petrof, Const. Exarcu, Lessonef, C. Brăescu, Dimitrie A. Sturza, și numeroși alții. De asemenea, au fost primite numeroase sponsorizări în bani de la diverse instituții, societăți sau persoane publice.

## Muzeul Școlar "Ion Cetățianu"
Aproape de la început localul școlii a găzduit nu numai prima bibliotecă din Galați - actuala V. A. Urechia, dar și primul muzeu din oraș. Renumitul cărturar a donat, alături de cărți, o întreagă serie de obiecte și documente. În anul 1928 muzeul și biblioteca, împreună, dețineau 5233 stampe, 241 monezi, 225 medalii, numeroase tablouri, câteva busturi, costume franceze și engleze din timpul războiului din Crimeea, o pușcă, două pistoale, săbii, chipiuri, vase etc.
Către finalul anilor 1930 muzeul școlii a fost desființat, exponatele fiind preluate de către Muzeul de Istorie din Galați, deschis la 24 ianuarie 1939 cu ocazia împlinirii a 80 de ani de la Unirea Principatelor Române. 
Reînființat în 1997 de către prof. univ. dr. Virgil Nistru Țigănuș, fost elev al școlii, muzeul a fost amplasat în clădirea ce acum mai bine de 100 de ani a fost utilizată de personalul administrativ. În 2007, cu ocazia serbării a 140 de ani de la înființarea școlii, acesta a fost relansat prin grija profesorului Corneliu Goldu.
Astăzi se păstrează în muzeu cea mai veche imagine a primului director al școlii, Ioan Cetățianu, din 1896, precum și multe alte documente adunate în decursul timpului.

## Premii

### Premii la olimpiadele internaționale

#### Aur
- Mandache Nicolae – 1983 Paris – matematică
- Negulescu Radu – 1985 Helsinki – matematică
- Mitoșeru Lucian – 1987 Leipzig – fizică
- Chiscanu Constantin – 1995 New Delhi – matematică
- Chiscanu Constantin – 1996 Ottawa – matematică
- Manea Mihai – 1999 București – matematică
- Manea Mihai – 2000 SUA – matematică
- Manea Mihai – 2001 – matematică

#### Argint
- Weiss Martin – 1984 Praga – matematică
- Preda Mihai – 1994 SUA – informatică
- Trotus Ioan Teodor - 2007 - Moscova - chimie

#### Bronz
- Weiss Martin – 1983 Paris – matematică
- Negulescu Radu – 1984 Praga – matematică
- Nicolau Andrei – 1977 Bratislava – Chimie
- Nicolau Andrei – 1976 Halle – Chimie
- Moraru Ramona – 1997 Georgia – Biologie
- Trotuș Ioan Teodor – 2006 Gyeongsan – Chimie

### Premii la olimpiadele naționale
Număr participanți în loturile naționale:
- 2003: 3 biologie, 7 chimie
- 2004: 2 matematică
- 2005: 1 chimie, 1 fizică, 1 matematică
- 2006: 1 matematică, 1 informatică, 1 biologie, 3 chimie

Număr de premii la olimpiadele județene:
- 2003: 52
- 2004: 71
- 2005: 77
- 2006: 76

### Alte rezultate
În perioada 2003-2006 elevii colegiului au obținut peste 320 de certificate Cambridge Advanced sau Proficiency, 87 de certificate DALF și 20 de certificate Goethe.
În perioada 2003-2006 un număr de peste 100 de elevi au obținut burse pentru studii în străinătate la universitățile: Oxford, Padova, Dauphine, Sorbona, Bruchsal, Bremen, Trinity, Utrecht, Toulouse, Schiller (Europa) Cornell,Harvard, Yale, Richmond, Princeton, Dartmouth, Stanford,  ITHACA, Middlebury, Bates, St. Lawrence, Colby, Colgate, Saint Mary, Lafayette, Notre Dame, Smith, Wooster, La Salle, Worchester Polytechnic Institute (SUA), Toronto, Ottawa (Canada), și Hokkaido (Japonia).

## Rezultate școlare
Câteva dintre rezultatele obținute de Colegiu în ultimii ani:
- 2017 - Locul 9 pe țară - media admitere 9.72, media bacalaureat 9.18 (100%)[16]
- 2016 - Locul 7 pe țară - media admitere 9.57, media bacalaureat 9.30 (100%)[17]
- 2015 - Locul 8 pe țară - media admitere 9.74, media bacalaureat 9.13 (100%)
- 2015 - Locul 5 pe țară, după cea mai mică notă de intrare la gimnaziu - evaluare națională [18]
- 2015 - Locul 1 pe țară, după media la evaluarea națională [19]
- 2014 - Locul 6 pe țară [20] [21]
- 2013 - Locul 2 pe țară la numărul mediilor de 10 la bacalaureat [22]
- 2012 - Locul 3 pe țară după media de admitere [23]
- 2011 - TOP 10 pe țară, după media de admitere la liceu [24]
- 2010 - locul 1 la nivel de județ[25]

## Imagini

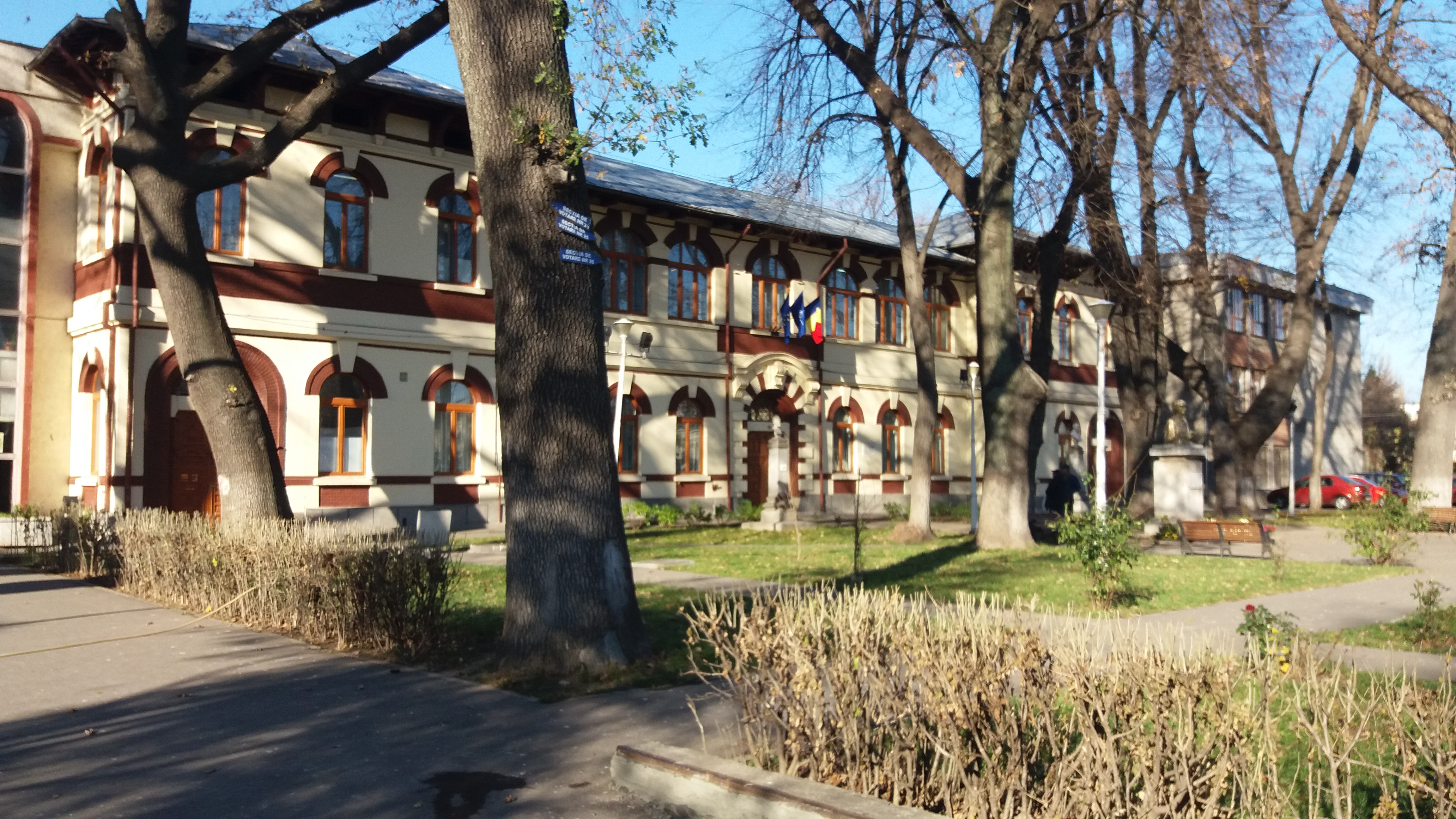
Corpul Principal
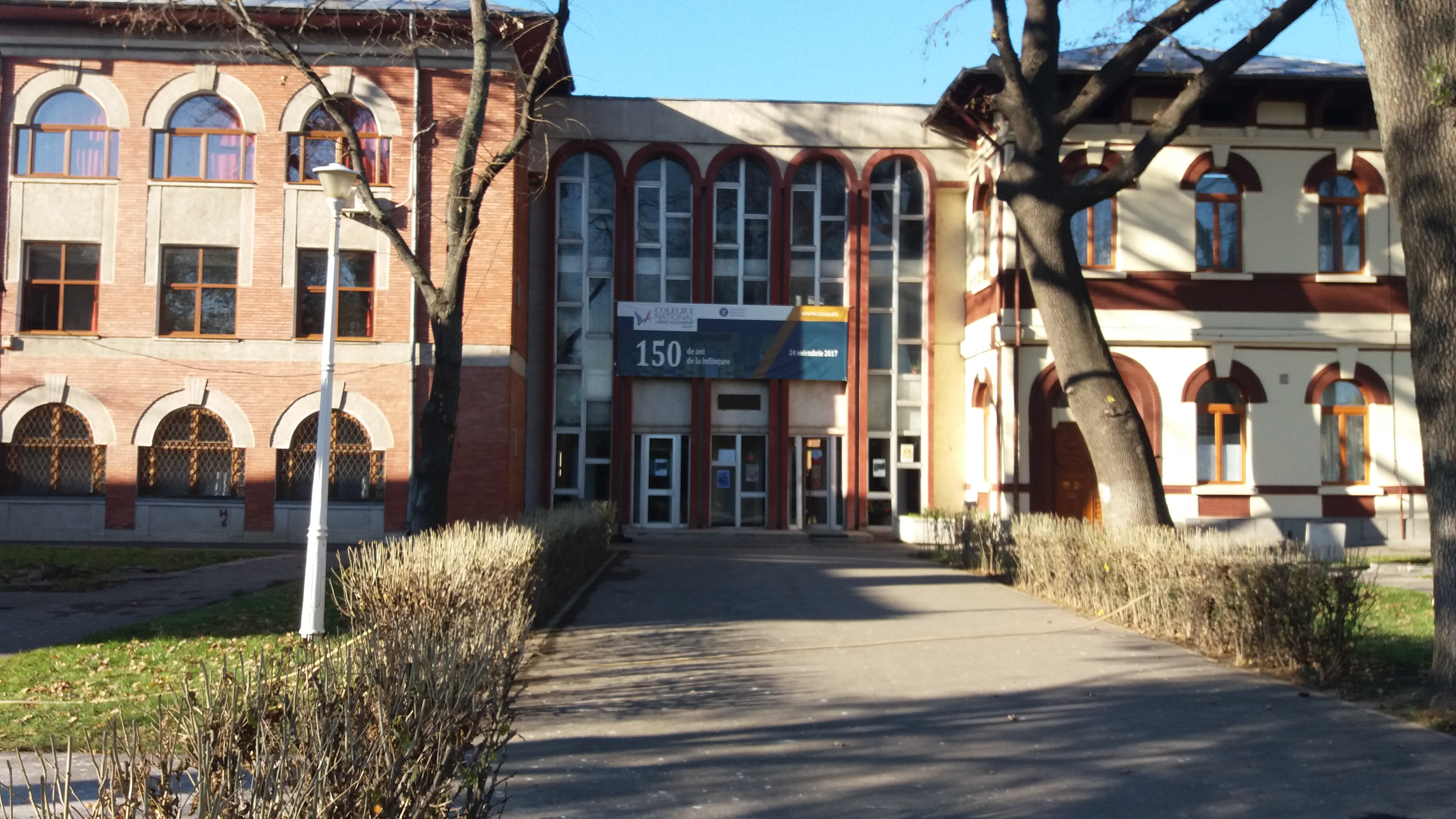
Extensie corp principal
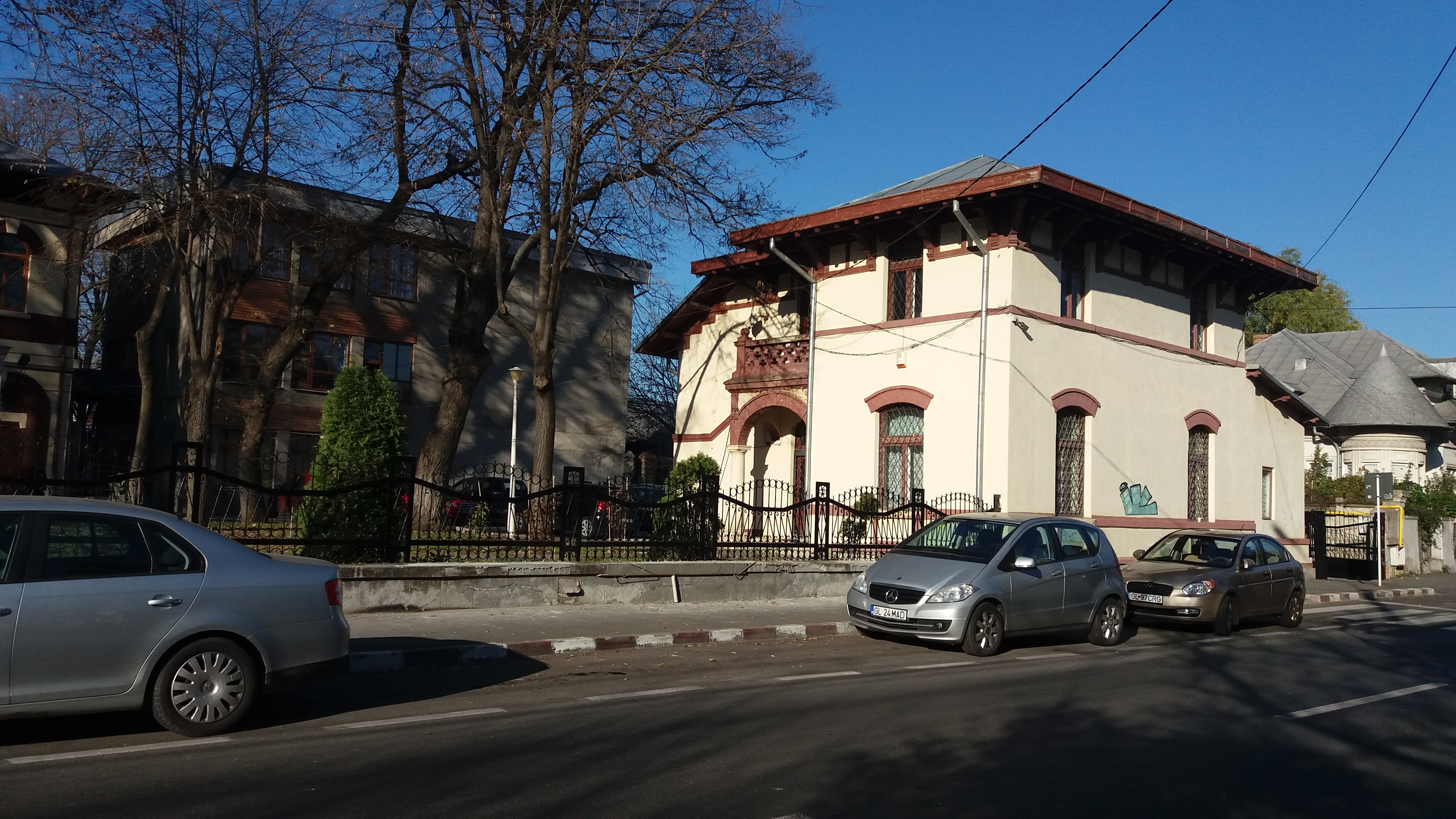
Casa Directorului
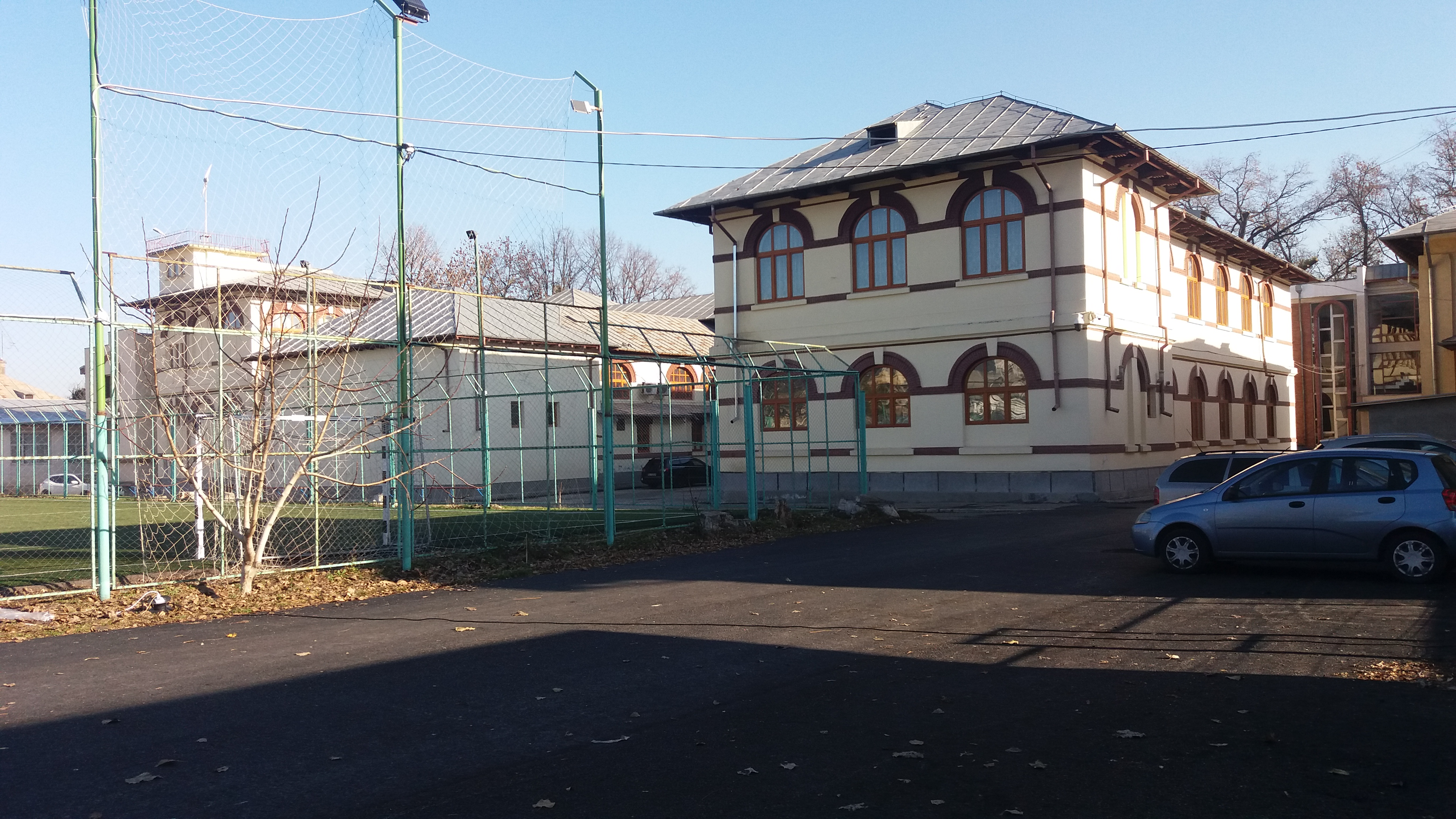
Corpul Principal (spate)
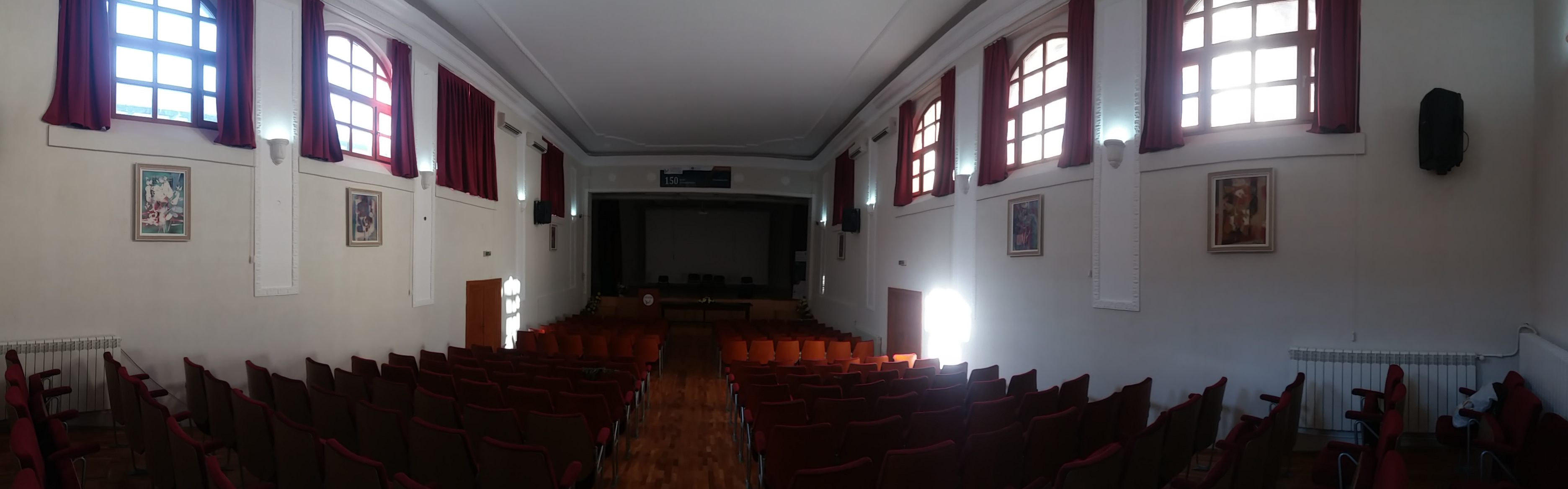
Amfiteatrul „Ion Tohăneanu”
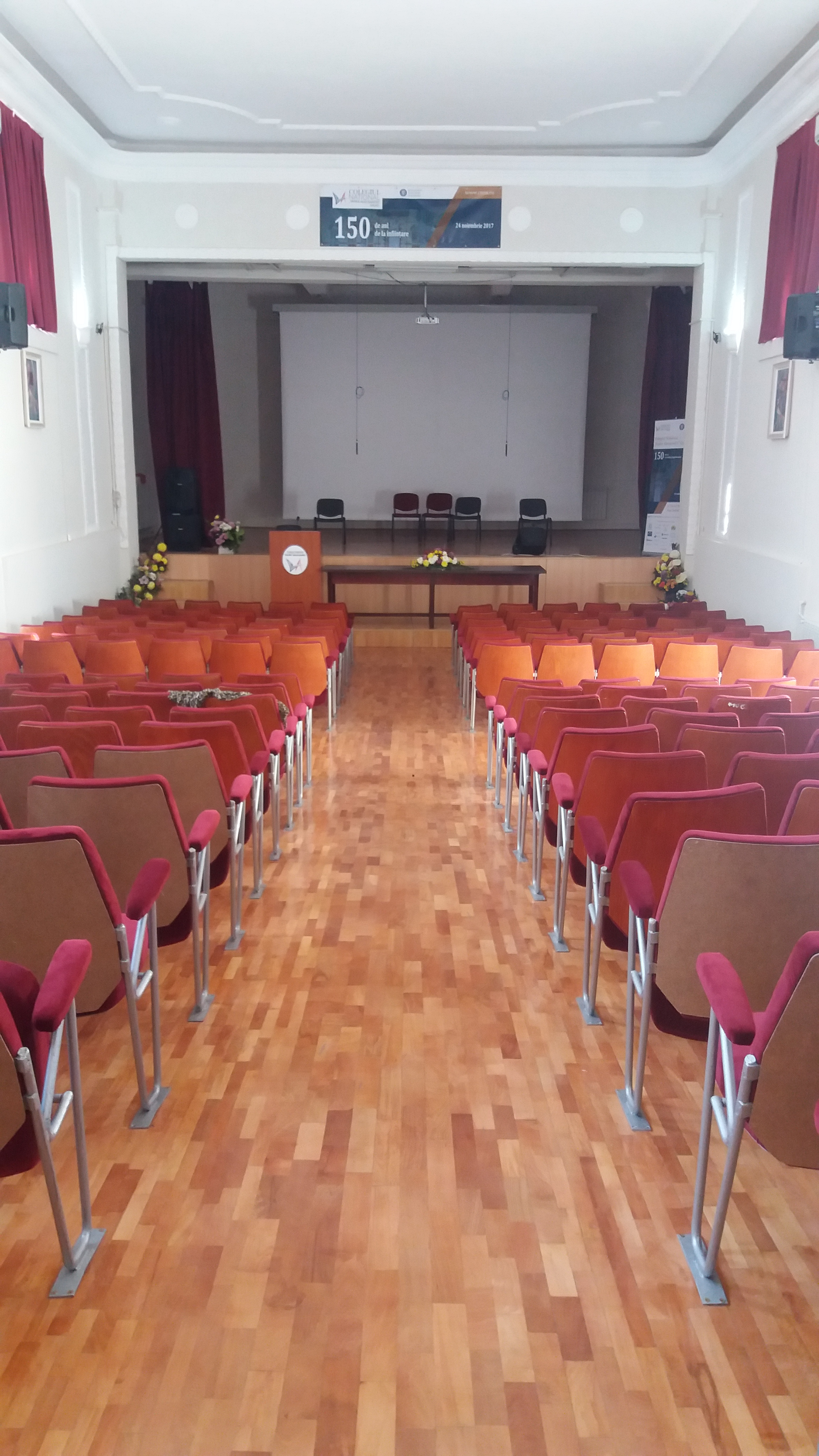
Amfiteatrul „Ion Tohăneanu”
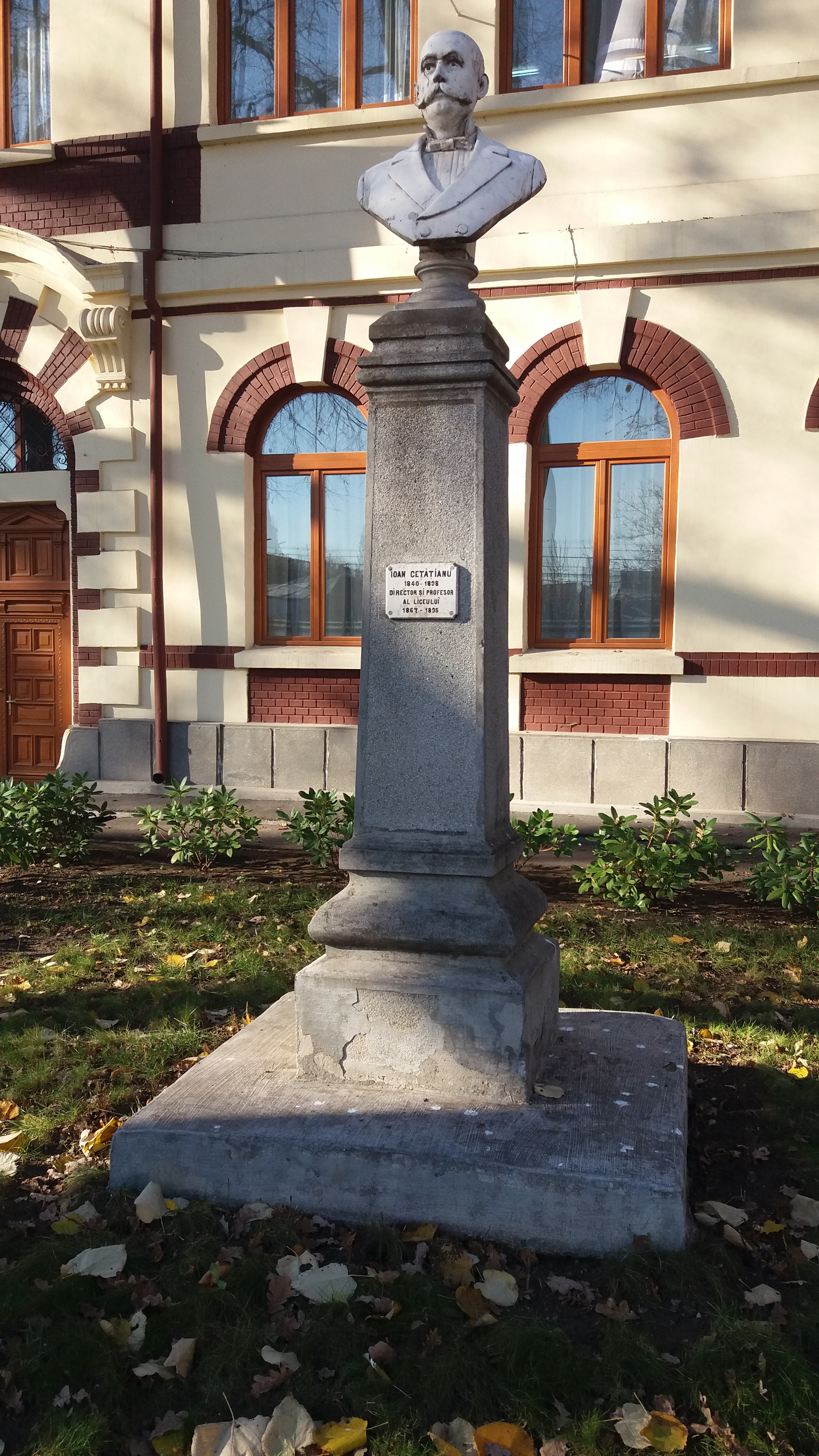
Bust Ioan Cetățianu
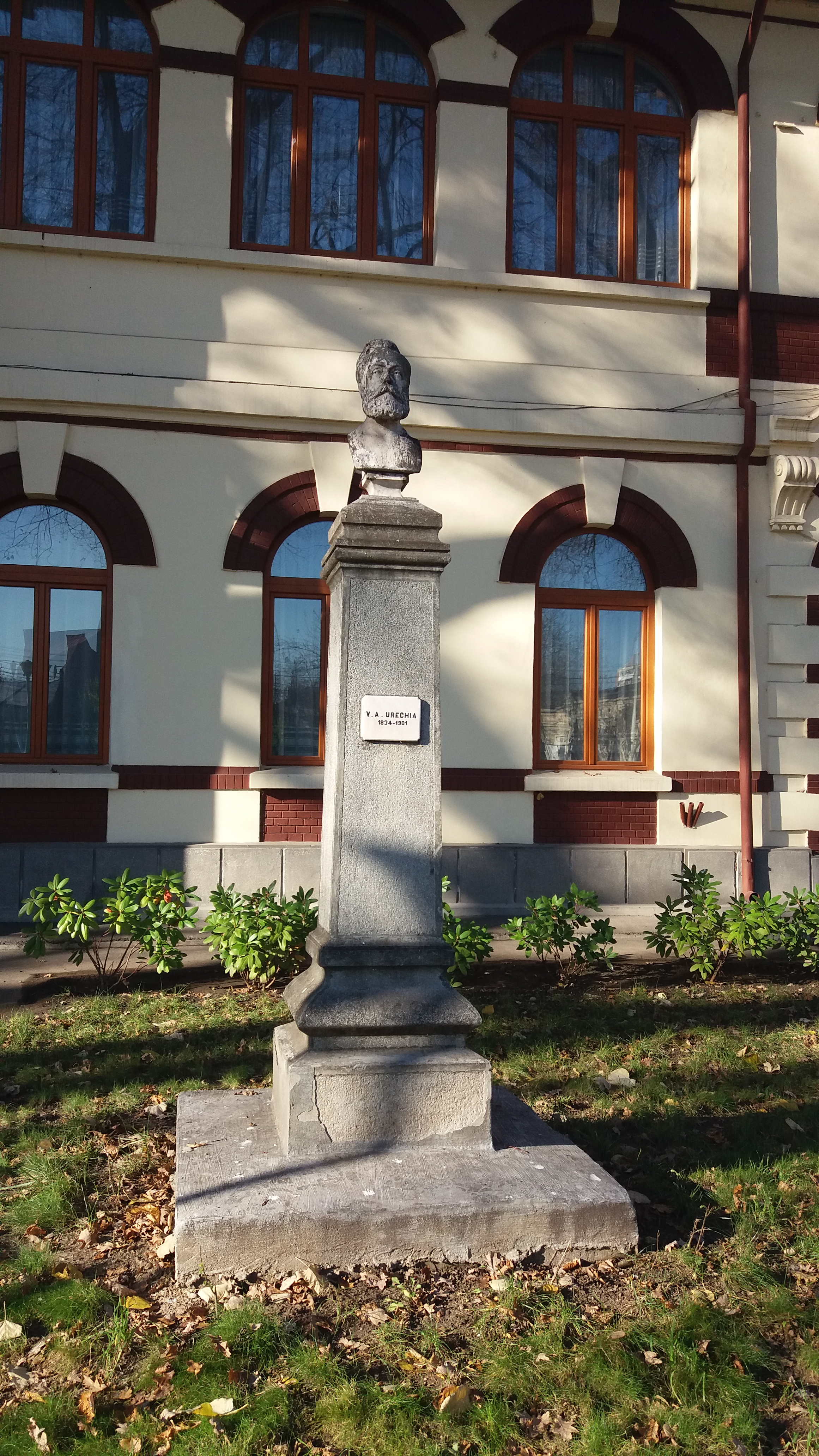
Bust V. A. Urechia
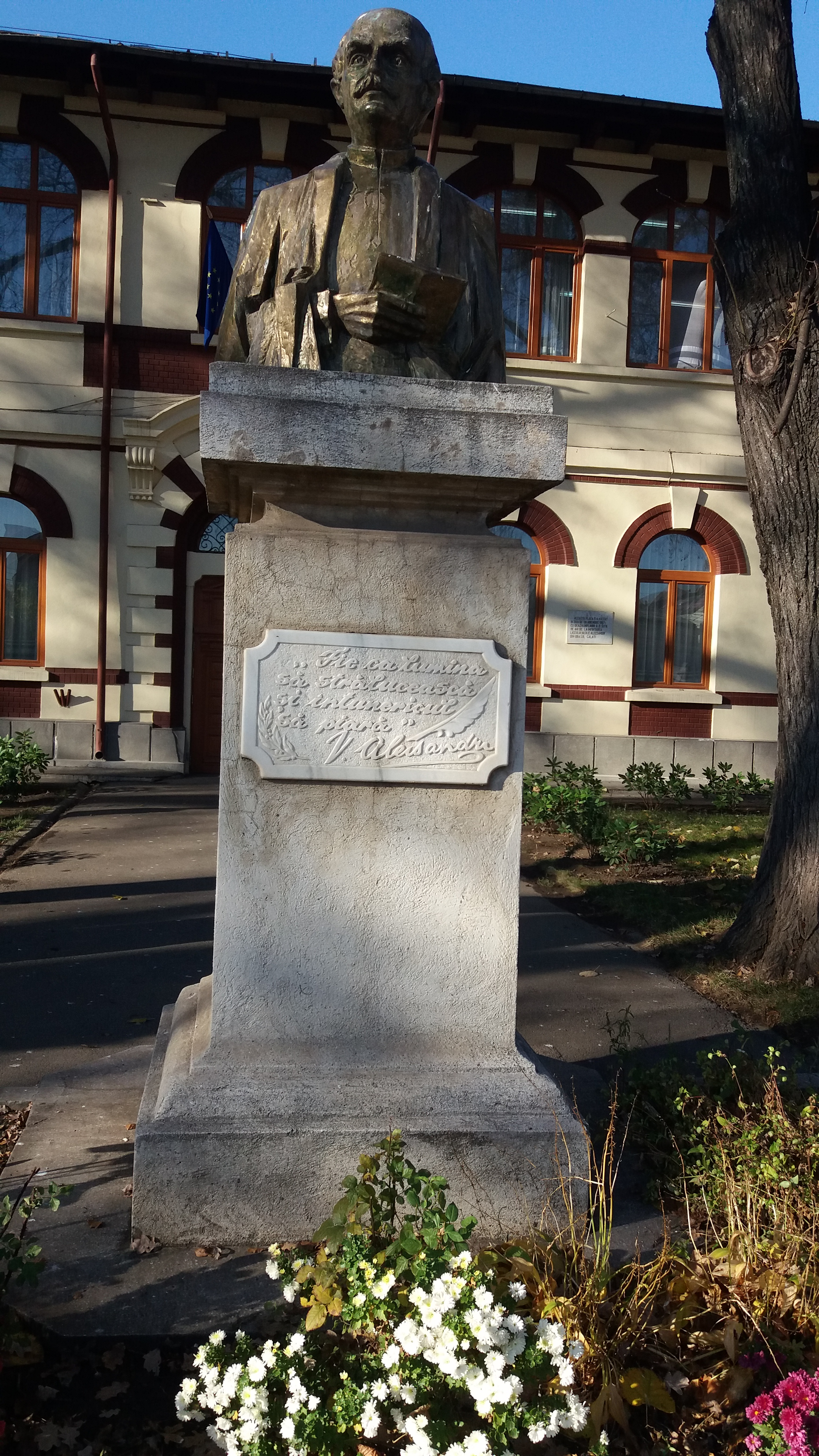
Bust „Vasile Alecsandri”

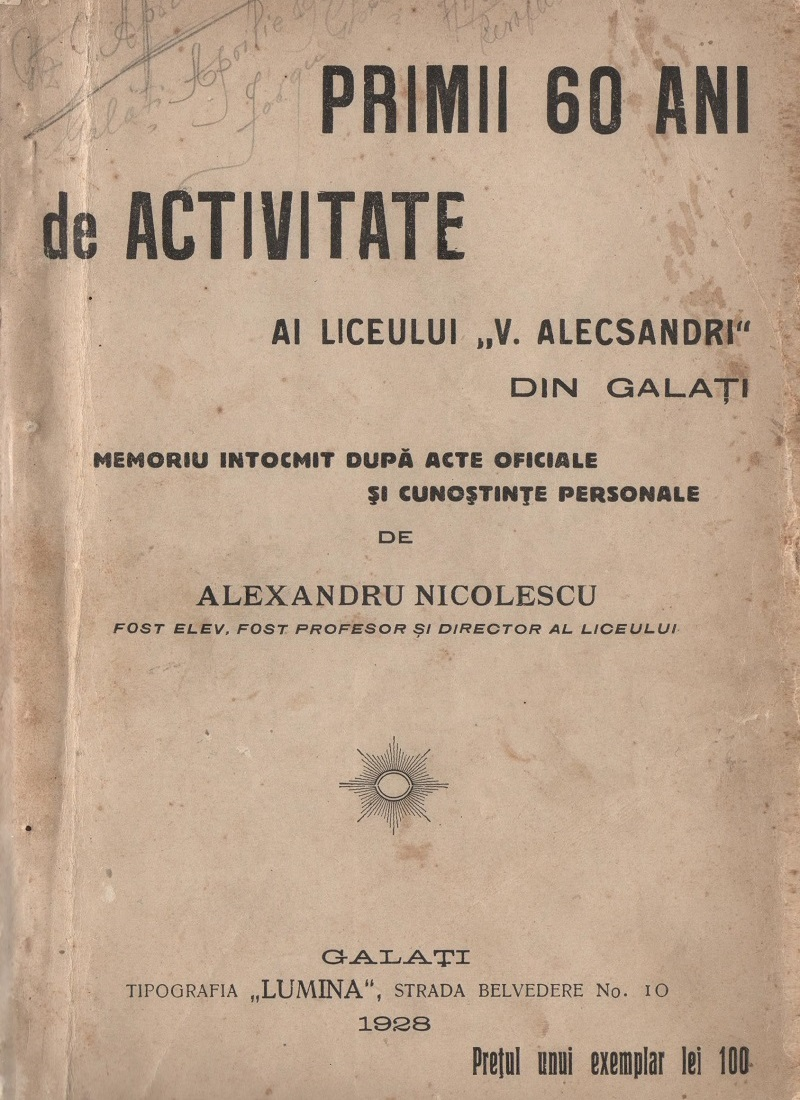
Monografie 60 de ani (1928)
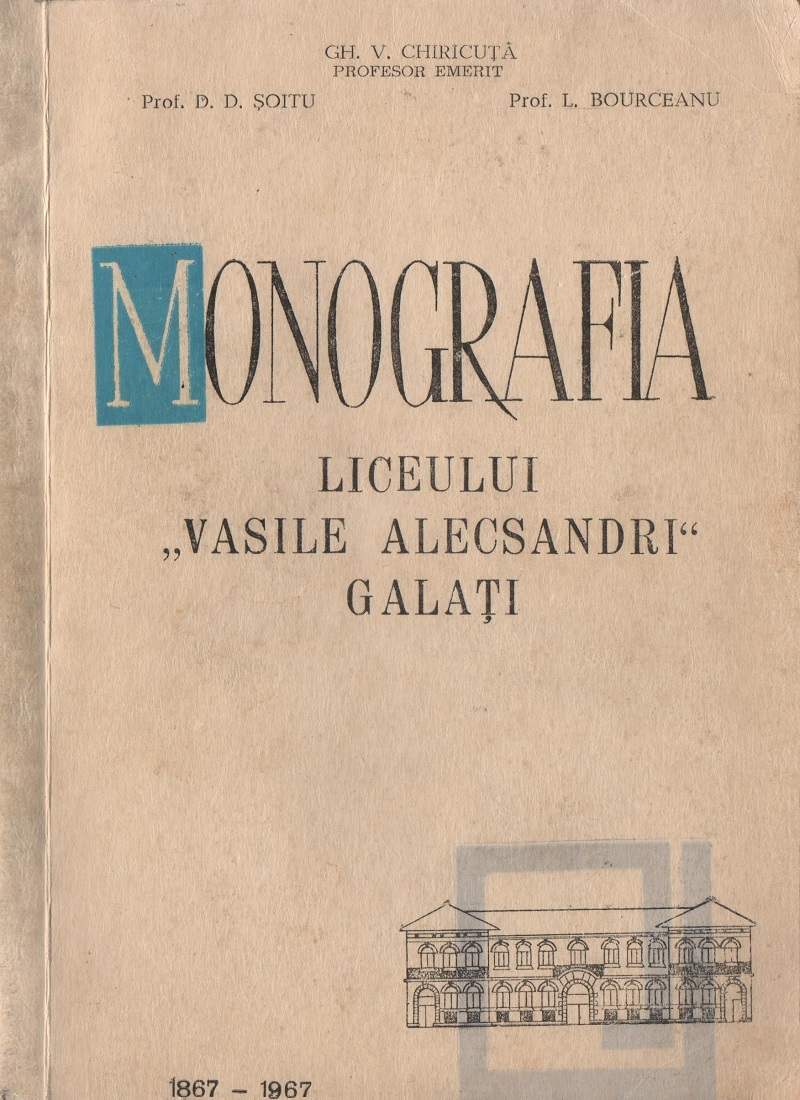
Monografie 100 de ani (1967)
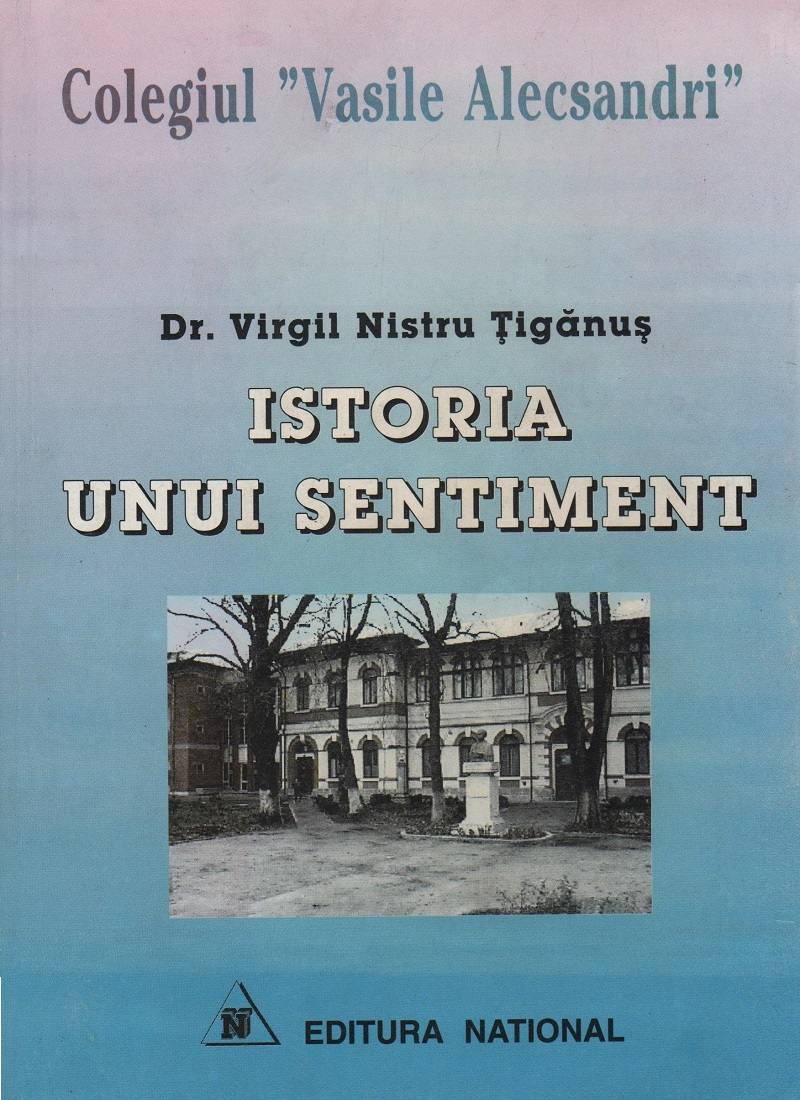
Monografie 130 de ani (1997)
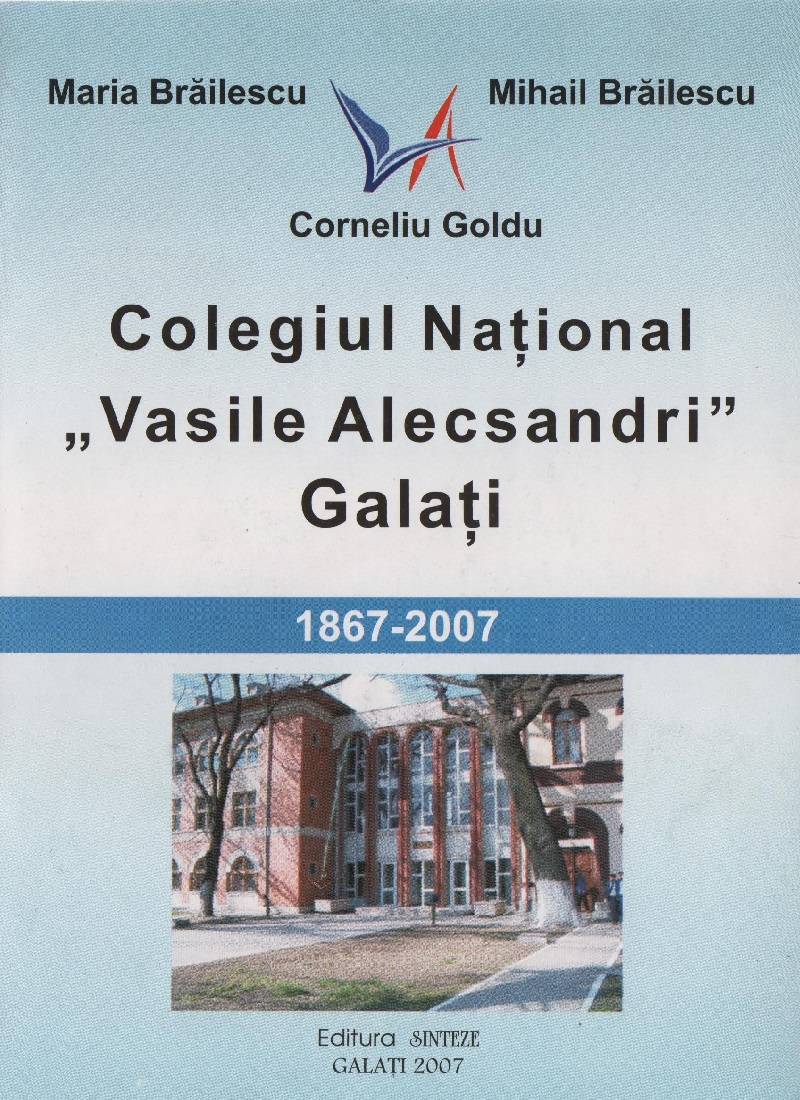
Monografie 140 de ani (2007)
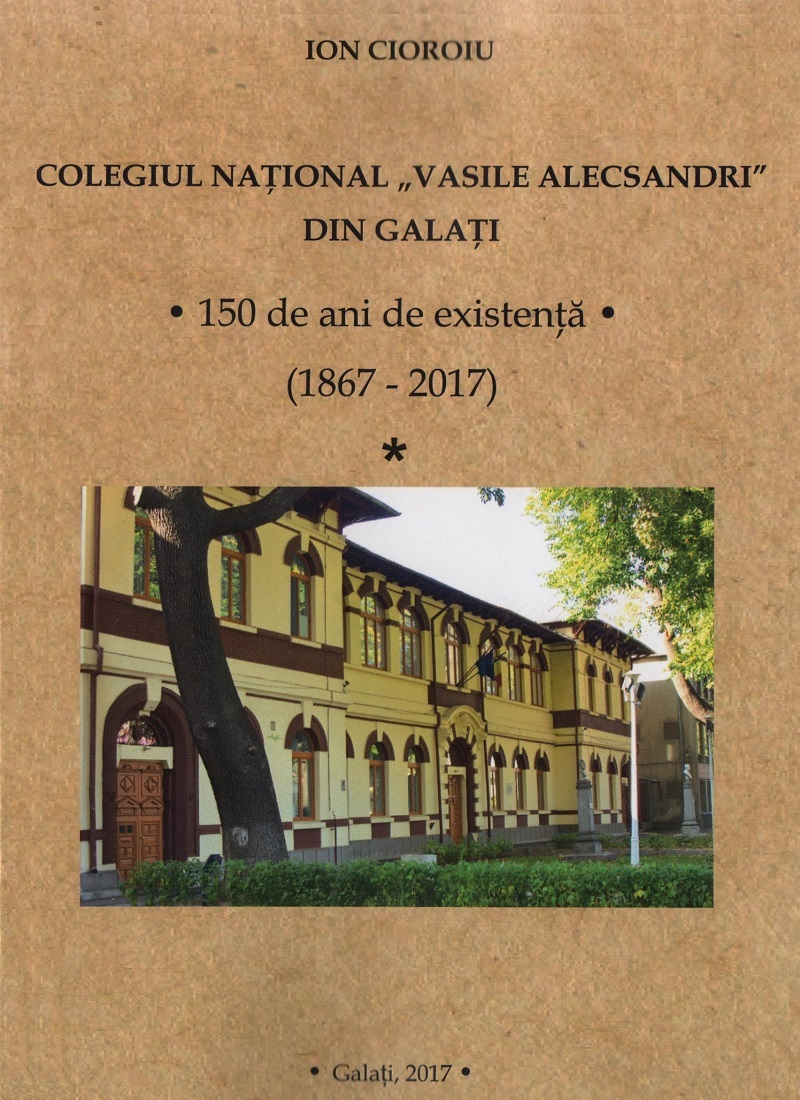
Monografie 150 de ani (2017)

## Reviste și Sesiuni
- Aripi 145, Colegiul Național „Vasile Alecsandri”, Ediție aniversară 2012;
- Gazeta CNVA;
- Concursul Interjudețean de Matematică "Cristian S. Calude", organizat începând din anul 2000.
- Conferința anuală GalMUN - Galați Model United Nations Arhivat în 17 octombrie 2017, la Wayback Machine., aflată la Ediția a 14-a, 2017.[26] (Facebook, Instagram).

## Pentru viitor
- Proiect de dezvoltare instituțională 2016-2020 Arhivat în 7 noiembrie 2017, la Wayback Machine., Colegiul Național „Vasile Alecsandri”.

## Ce puteți vedea
- Muzeul Colegiului Național „Vasile Alecsandri”;
- Pendulul lui Foucault instalat în anul 2011.